# Intraway Corporation
Intraway Corporation  es una empresa de software especializada en plataformas de service delivery para servicios de video, broadband y multimedia.

## Introducción
Intraway es una empresa de software de capital privado, que nació con el propósito de generar sistemas de software de integración para diferentes compañías y servicios de actualizaciones, asesoría y consultoría, asistencia técnica, capacitaciones, implementaciones, mantenimiento, migraciones y soporte en sitio.
Posee oficinas en la Argentina, México, Perú, Colombia, Uruguay y Fort Lauderdale. Además, cerró 2012 con una exportación del 95% de sus productos, razón por la cual le fue otorgado el premio Export.Ar 2012 por la Cancillería Argentina.
Los productos de Intraway son sistemas de software para apoyo a la operación y el negocio de los proveedores de servicios de telecomunicaciones (OSS y BSS).

## Reconocimientos
En el año 2011, Intraway recibió uno de los Premios Sadosky, otorgado por CESSI, en la categoría Mejor Solución Informática, que premia a los proyectos que contengan la mejor combinación de investigación, desarrollo e innovación (I+D+i), calidad y retorno a la inversión (ROI).
Durante el año 2012, recibió el premio a la Exportación de Servicios, otorgado por la fundación ExportAr, en reconocimiento en materia de exportación.
Leandro Rzezak, CEO de Intraway, fue uno de los 10 innovadores menores de 35 años elegido por el MIT Technology Review en el 2012 por un producto de selección flexible de versión IP que permite una evolución más rápida hacia IPv6.